# Ацилоїни
Ацилоїни — α-гідроксикетони загальної формули R1CH(OH)C(=O)R2 , які є продуктом відновлювальної конденсації двох ацетильних груп RC(=O)-, найпростіший представник — ацетоїн (яку використовують у виробництві вершкового масла).

## Отримання

### Ацилоїнестерна конденсація
Ацилоїнестерна конденсація (англ. acyloin ester condensation) — перетворення, що полягає у відновлювальній димеризації естерів за допомогою лужних металів (наприклад, Na) в ацилоїни (α-оксикетони). 
Кращі виходи ацилоїнів отримуються при проведенні ацилоїнової конденсації у присутності триметилхлорсилану (утворення 1,2-дикетонів, продуктів конденсацій Дикмана й Кляйзена). В цьому випадкувдається виділити у чистому вигляді біс-триметил-сілілові етери ендіолів, які при обробці спиртом перетворюються на відповідні ацилоїни. Цим методом можна отримати ацилоїни, які містять від 4 до 42 атомів вуглецю у циклі.

### Гідроліз галогенкарбонільних сполук
Ще одним способом отримання ацилоїнів є гідроліз  α-галогенкетонів:
{\displaystyle {\ce {R-CH(Hal)-CO-R +H2O ->R-CH(OH)-CO-R +HHal}}}

## Ізомерія

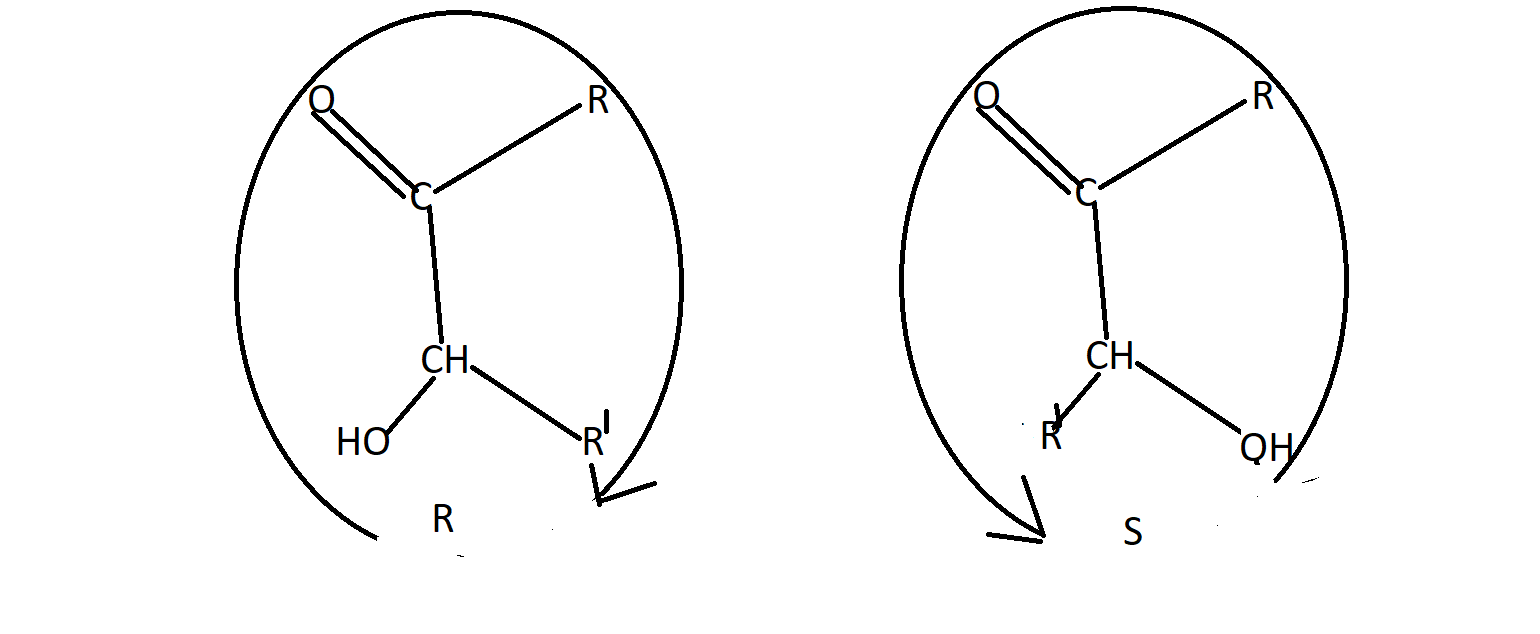
Ізомерія ацилоїнів

Для ацилоїнів характерна оптична ізомерія через наявність хірального атома карбону. Її позначають R,S-номенклатурою. Якщо подиитися з протилежного від атома гідрогену боку, і послідовність OH—CO-R—R`, тобто спадання старшинства замісників, буде йди за годинниковою стрілкою — це R-ізомер, якщо проти — S.